# T&D Holdings
K.K. T&D Holdings (jap. 株式会社T&Dホールディングス, kabushiki-gaisha ti ando di hōrudingusu; engl. T&D Holdings, Inc.) ist ein japanisches Versicherungsunternehmen mit Firmensitz in Osaka.
Das Unternehmen bietet Versicherungen verschiedener Art für seine Kunden an. Zu T&D Holdings gehören die Lebensversicherungsunternehmen Taiyo Life, Daido Life und T&D Financial Life.

## Aktionärsstruktur
Mit Stand vom 2. August 2025 waren folgende Hauptaktionäre publiziert:
| Aktionär                                            | Anteile in Tausend | Anteile in % |
| --------------------------------------------------- | ------------------ | ------------ |
| The Master Trust Bank of Japan Ltd. (Trust Account) | 92,155             | 17.90        |
| Custody Bank of Japan, Ltd. (Trust Account)         | 33,130             | 6.43         |
| GOLDMAN,SACHS & CO.REG                              | 24,105             | 4.68         |
| STATE STREET BANK AND TRUST COMPANY                 | 19,930             | 3.87         |
| STATE STREET BANK WEST CLIENT                       | 9,663              | 1.88         |
| JP MORGAN CHASE BANK                                | 7,486              | 1.45         |
| CEP LUX-ORBIS SICAV                                 | 7,474              | 1.45         |
| STATE STREET BANK AND TRUST COMPANY                 | 7,308              | 1.42         |
| JPMorgan Securities Japan Co., Ltd.                 | 7,024              | 1.36         |
| AIG General Insurance Company, Ltd.                 | 6,000              | 1.17         |